# Ivan Perišić
Ivan Perišić (IPA: [ǐʋan pěriʃitɕ]; Spalato, 2 febbraio 1989) è un calciatore croato, centrocampista o attaccante del PSV e della nazionale croata, con cui è diventato vicecampione del mondo nel 2018.
Dopo aver giocato nelle giovanili e con la squadra riserve del Sochaux, nel 2009 passa in prestito in Belgio al Roeselare e, qualche mese dopo, si accasa al Club Bruges. Prelevato nel 2011 dal Borussia Dortmund, contribuisce alla vittoria di un campionato tedesco (2011-2012) e una Coppa di Germania (2011-2012). Nel 2013 si trasferisce al Wolfsburg, con cui vince un'altra Coppa di Germania (2014-2015) e una Supercoppa tedesca (2015). Nel 2015 si trasferisce all'Inter, dove gioca per quattro stagioni, prima del prestito al Bayern Monaco nel 2019, con cui realizza il triplete, conquistando un altro campionato tedesco (2019-2020), una terza Coppa di Germania (2019-2020) e una UEFA Champions League (2019-2020). Tornato all'Inter, vince un campionato italiano (2020-2021), una Coppa Italia (2021-2022) e una Supercoppa italiana (2021). Terminata l'esperienza italiana passa prima al Tottenham dove rimane per un anno e mezzo per poi tornare all'Hajduk Spalato, dove era stato nelle giovanili. Dopo la rescissione consensuale del contratto nel 2024 si trasferisce in Olanda al PSV con cui vince un campionato olandese (2024-2025).
Convocato in nazionale maggiore dal 2011, con la selezione croata ha preso parte a quattro fasi finali del campionato d'Europa (2012, 2016, 2020 e 2024), due del campionato del mondo (2014 e 2018) e a quattro UEFA Nations League (2018-2019 e 2020-2021 e  2022-2023 e 2024-2025). Inoltre, Perišić è il secondo miglior marcatore della sua nazionale, il giocatore con il maggior numero di reti realizzate nei principali tornei internazionali (14), nonché il primo giocatore croato in assoluto a segnare in una finale del campionato mondiale.

## Caratteristiche tecniche
Capace di offrire un buon contributo in zona gol e di ripiegare tempestivamente in difesa, unisce delle buone doti tecniche a una notevole prestanza atletica, di cui si serve per sfuggire in progressione ai difensori avversari. La sua versatilità gli consente di agire sia dietro le punte che sulle corsie esterne, principalmente nel ruolo di ala sinistra. Veloce e abile nel dribbling (spesso eseguito avvalendosi del doppio passo) sa farsi rispettare anche nel gioco aereo. Sotto gli ordini del tecnico Antonio Conte, nel 2020-2021, Perišić ha iniziato a giocare anche da esterno di centrocampo. Può giocare anche leggermente più arretrato, quasi da terzino sinistro. È notoriamente ambidestro.

## Carriera

### Club

#### Gli inizi
Cresciuto nelle giovanili dell'Hajduk Spalato, nell'estate 2006, all'età di 17 anni approda ai francesi del Sochaux su consiglio dell'allenatore Alain Perrin. In Francia, per motivi burocratici, risulta convocabile per gare ufficiali solo a partire dal 31 dicembre 2006.
Intanto, si allena con la prima squadra e, nel 2007, scende in campo con la Primavera nella Coppa Gambardella, che vede come vincitori proprio i ragazzi del Sochaux. Il 2 gennaio 2008 la società transalpina affida la panchina a Francis Gillot: con il nuovo allenatore, Perišić non trova spazio e così, nel gennaio 2009, viene ceduto in prestito al Roeselare, squadra della massima serie belga.

#### Bruges

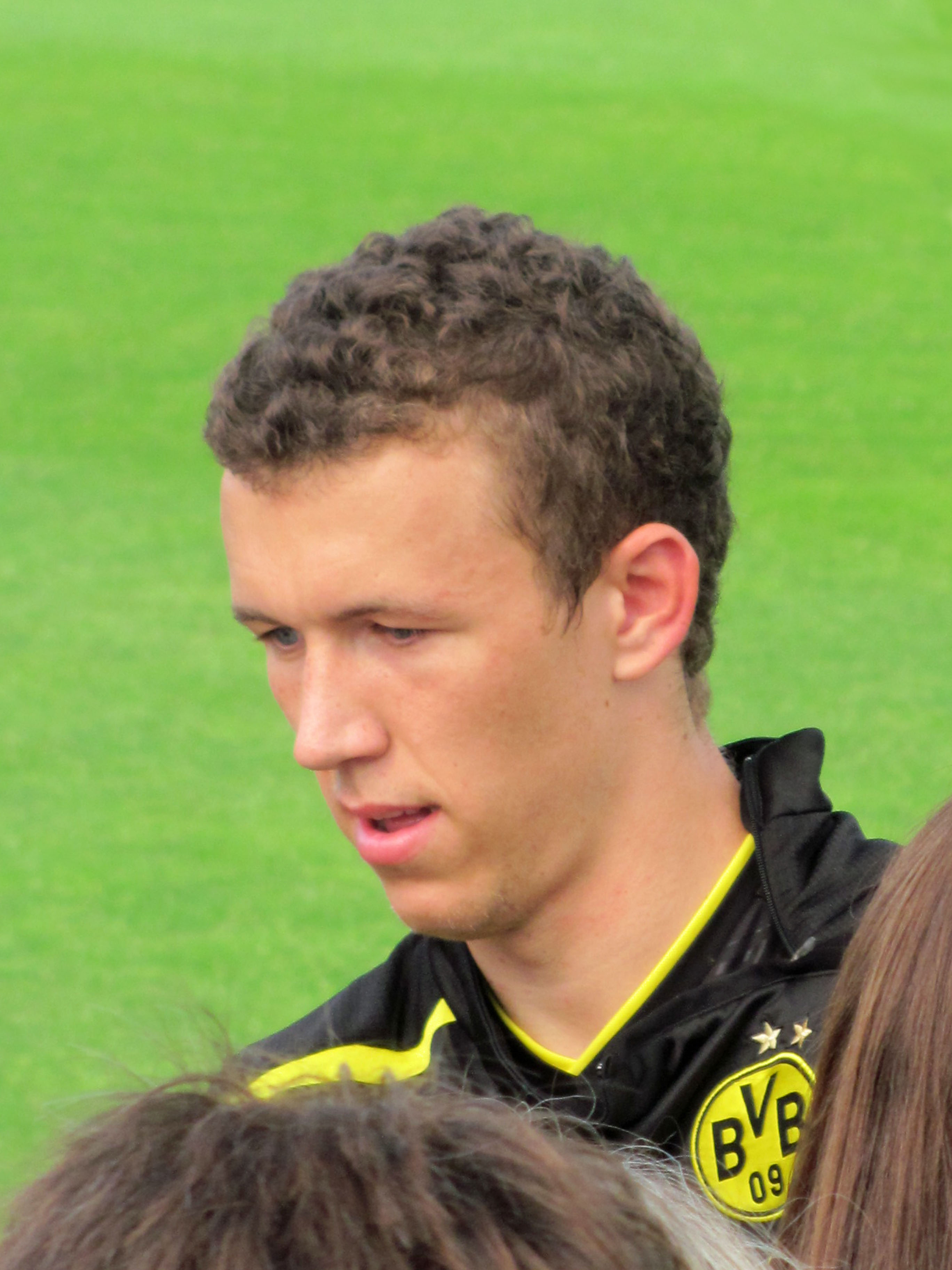
Ivan Perišić al Borussia Dortmund nell'estate 2012

Nell'estate 2009, dopo un provino non superato con l'Hertha Berlino, passa a titolo definitivo al Club Bruges per 250.000 euro, senza mai essere sceso in campo in partite ufficiali con la prima squadra del Sochaux; se si esclude uno scampolo di partita contro l'Olympique Marsiglia, il 24 settembre 2008, in Coppa di Lega.
Il 1º ottobre 2009 segna il suo primo gol in Europa League nel match Tolosa-Club Bruges 1-1. Conclude la sua prima stagione in nerazzurro con 33 presenze e 9 gol in campionato, a cui si aggiungono 7 presenze e 5 gol in Europa League. Nella stagione 2010-2011 ha vinto la classifica marcatori della Jupiler Pro League con ventidue gol in trentasette partite ed è stato votato come miglior giocatore del campionato.

#### Borussia Dortmund
A fine stagione, nel 2011, è ingaggiato a titolo definitivo dal Borussia Dortmund per 5 milioni di euro. Il 13 settembre 2011 in Champions League contro l'Arsenal firma la rete del definitivo 1-1 nel finale. Si ripete anche in campionato il 24 settembre 2011 segnando il primo gol in campionato con il Borussia Dortmund nella partita vinta per 2-1 contro il Magonza.

#### Wolfsburg

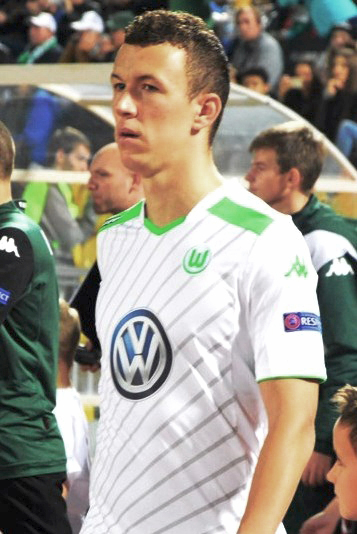
Perišić con la maglia del Wolfsburg nel 2014

Il 6 gennaio 2013 viene ufficializzato la sua cessione al Wolfsburg per circa 8 milioni di euro. Segna il suo primo gol con la nuova maglia il 10 gennaio 2013, nella partita amichevole contro lo Standard Liegi. Fa il suo debutto in campionato nella partita vinta per 2-0 contro lo Stoccarda. A causa di un infortunio al ginocchio sinistro rimane indisponibile per i mesi di marzo e aprile, facendo il suo ritorno in campo a maggio nella partita contro l'Amburgo, partendo dalla panchina e fornendo un assist. L'11 maggio 2013 segna una doppietta alla sua ex squadra, il Borussia Dortmund, in una partita conclusasi col risultato di 3-3.
Nelle due stagioni successive è titolare dei biancoverdi, arrivando anche in doppia cifra nel 2013-2014.

#### Inter
Il 30 agosto 2015, al culmine di una trattativa protrattasi per l'intera estate, viene ufficializzato il suo passaggio all'Inter con firma un contratto quinquennale per una cifra di trasferimento di circa 16 milioni di euro. Sceglie di vestire la maglia numero 44.
Tre giorni dopo fa il suo debutto con i colori nerazzurri, partendo da titolare nel successo interno nel derby della Madonnina contro il Milan. Il 4 ottobre, in occasione della gara esterna contro la Sampdoria, realizza la rete del definitivo 1-1, nonché la prima con l'Inter, ripetendosi la gara successiva contro il Palermo. Il 15 dicembre seguente esordisce anche in Coppa Italia, nella gara contro il Cagliari, valida per gli ottavi di finale, realizzando la rete che chiude la partita. Il 7 febbraio risulta determinante nella partita contro il Verona, nella quale fornisce un assist per la marcatura di Icardi e segna la rete che permette ai nerazzurri di agguantare il pareggio nei minuti finali.
Dopo un inizio di stagione tra alti e bassi, a marzo migliora il proprio rendimento, marcando quattro reti e fornendo tre assist. Il 2 marzo, nella gara di ritorno delle semifinali di Coppa Italia contro la Juventus, segna la seconda rete della gara e aiuta la squadra a ribaltare la sconfitta per 3-0 subito all'andata; tuttavia, la rimonta risulterà vana ai fini del passaggio del turno a causa della vittoria dei bianconeri ai tiri di rigore per 5-3. Conclude la prima stagione in Italia con 37 gare disputate, di cui 34 in campionato, segnando nove reti, delle quali sette in campionato, utili per il raggiungimento del quarto posto dell'Inter, – il miglior posizionamento dalla stagione 2010-2011 – che vale l'accesso alla successiva edizione dell'Europa League. È stato inoltre il miglior assistman dei nerazzurri, avendone forniti 6.
Il 18 settembre 2016, in occasione del derby d'Italia contro la Juventus, realizza la rete del definitivo 2-1, che permette ai nerazzurri di vincere contro la Vecchia Signora dopo oltre quattro anni. Il 29 settembre, in occasione della sconfitta esterna contro lo Sparta Praga, valida per la seconda partita della fase a gironi dell'Europa League, fa il suo esordio con l'Inter nelle coppe europee, mentre il 20 novembre segna la rete del definitivo 2-2 all'ultimo minuto di gioco nel derby di Milano. L'8 gennaio 2017, invece, segna la prima doppietta con l'Inter, decisiva per la vittoria esterna contro l'Udinese. Il 5 febbraio, nella gara contro la Juventus allo Stadium, rimedia il primo cartellino rosso in carriera per aver aggredito verbalmente il direttore di gara. Tornato dalla squalifica, il 5 marzo segna la sua seconda doppietta con i nerazzurri, in occasione della sontuosa vittoria per 5-1 contro il Cagliari allo stadio Sant'Elia. Termina la sua seconda stagione con l'Inter collezionando 42 presenze in tutte le competizioni, di cui 36 in campionato. A livello realizzativo, invece, ha segnato 11 gol, il suo numero più alto dalla stagione 2010-11 con il Club Brugge; ha inoltre fornito dieci assist, di cui otto in Serie A, battendo il record della precedente stagione.
Durante le stagioni a venire si rivela un'importante aggiunta per il gioco nerazzurro, distinguendosi nel ruolo di esterno offensivo sia per gli assist serviti ai compagni che per le abilità in fase di finalizzazione. Inizia la stagione 2017-2018 segnando una rete e fornendo tre assist nelle prime due gare di campionato, tra le quali spicca quella contro la Roma all'Olimpico, stadio che l'Inter ha espugnato dopo nove anni. L'8 settembre si accorda con il club sino al 2022. Il 3 dicembre, nella vittoria casalinga sul Chievo, realizza la prima tripletta in Serie A, mentre il 30 dicembre fa la sua 100ª presenza in tutte le competizioni con l'Inter. Le sue prestazioni, condite da 11 reti e altrettanti assist, permettono all'Inter di tornare in Champions League dopo sei anni di assenza.
Il 18 settembre 2018, in occasione della gara tra Inter e Tottenham, valida per la prima giornata di Champions League, vinta per 2-1 dai padroni di casa, esordisce nella massima competizione europea con i nerazzurri. Dopo una stagione 2018-2019 sottotono, non rientra nei piani del neo allenatore dei nerazzurri Antonio Conte a causa della sua disfunzionalità rispetto al 3-5-2, e viene pertanto messo sul mercato.

#### Prestito al Bayern Monaco
Il 13 agosto 2019 fa il suo ritorno in Germania dopo quattro anni, accasandosi al Bayern Monaco con la formula del prestito annuale con diritto di riscatto fissato a 20 milioni di euro. Fa il suo esordio il 24 agosto seguente, in occasione della vittoriosa trasferta contro lo Schalke 04, mentre una settimana dopo trova la prima rete con i bavaresi, realizzando il gol del momentaneo 3-1 nel successo casalingo sul Magonza; nell'occasione ha anche fornito un assist per la rete di Pavard. Il 18 settembre debutta anche nelle coppe europee, giocando 66' nella gara interna contro la Stella Rossa. Il 6 novembre segna il primo gol in Champions League con il Bayern, chiudendo le danze nel successo interno sull'Olympiacos. Dopo un periodo di ambientamento, nel prosieguo della stagione, anche grazie al cambio di allenatore, con Hans Flick che subentra a Niko Kovac, il croato riesce a prendersi il posto da titolare, risultando determinante in diverse situazioni.
Il 4 febbraio 2020, durante una sessione di allenamento in vista della gara di DFB-Pokal contro l'Hoffenheim, a causa di un contrasto con il compagno Odriozola, rimedia la frattura della caviglia destra. Operato il giorno stesso, rientra in campo il 17 maggio, sostituendo Serge Gnabry nella gara contro l'Union Berlino, la prima gara alla ripresa del torneo. Il 10 giugno successivo realizza la prima rete nella coppa nazionale, decidendo la semifinale contro l'Eintracht Francoforte, che permette ai tedeschi di accedere alla finale. Il 16 giugno, in virtù della vittoria esterna contro il Werder Brema, si aggiudica il suo primo campionato con il Bayern, nonché il secondo della sua carriera. Il 4 luglio realizza il cosiddetto double, vincendo la DFB-Pokal contro il Bayer Leverkusen per 4-2.
Il 14 agosto 2020 contribuisce con una rete alla roboante vittoria dei bavaresi nei quarti di Champions contro Barcellona per 2-8. Il 23 agosto, con la vittoria sul Paris Saint-Germain per 1-0, si aggiudica la sua prima Champions League, conseguendo così il suo primo treble, nonché il secondo del Bayern Monaco in sette anni; diventa inoltre l'undicesimo calciatore croato a vincere la massima manifestazione europea.
Il 9 settembre 2020 il club bavarese annuncia di non voler esercitare il diritto di riscatto. Chiude così la sua seconda esperienza in Germania con 35 gare disputate ed un bottino di 8 reti e 10 assist.

#### Ritorno all'Inter
Tornato all'Inter, questa volta il club decide di puntare su di lui, impiegandolo come esterno di un centrocampo a 5. Il 31 ottobre torna a segnare coi nerazzurri in Serie A, in occasione del pareggio per 2-2 contro il Parma, completando, nel recupero, la rimonta da 0-2 a 2-2. Tre giorni dopo va a segno anche in Champions League contro il Real Madrid, non riuscendo però ad evitare la sconfitta esterna dei nerazzurri per 2-3. Il 21 aprile 2021 bagna la sua 200ª partita complessiva con la maglia nerazzurra, pareggiando i conti nella trasferta di La Spezia. Dopo qualche scivolone di troppo nel girone di andata, chiuso alle spalle dei rivali del Milan, nella seconda parte di stagione i nerazzurri, complici le gare di alto livello offerte dall'esterno, inanellano una striscia di undici vittorie di fila che permettono all'Inter di ipotecare il tricolore. Quest'ultimo diventa matematico il 2 maggio 2021, grazie alla vittoria sul Crotone e complice il pareggio dell'Atalanta con il Sassuolo; per il croato si tratta del primo trofeo con la maglia interista dopo cinque anni.
Protagonista di un ottimo avvio nella stagione successiva, il 21 settembre chiude i conti in casa della Fiorentina, segnando la rete del definitivo 1-3, mentre il 16 ottobre seguente, in occasione della gara contro la Lazio all'Olimpico, trasforma il tiro dal dischetto che sblocca la partita: grazie a questo penalty, diventa il primo giocatore a segnare un calcio di rigore con il destro e uno col sinistro in Serie A dalla stagione 2004-2005. Il 21 novembre, nel successo interno con il Napoli, segna la rete del momentaneo 2-1, nonché la numero 44 in Serie A, che gli consente di agganciare l'ex attaccante del Palermo, Igor Budan, in testa alla classifica dei calciatori croati con più gol nella massima serie, superandolo poi il 17 dicembre, nel successo per 5-0 sulla Salernitana.
Il 12 gennaio 2022 vince il suo secondo trofeo con l'Inter, la Supercoppa italiana, battendo per 2-1 la Juventus dopo i tempi supplementari. Il 5 febbraio, segnando una rete nel derby di Milano, realizza il 50º gol con l'Inter in tutte le competizioni. Il 3 aprile seguente, in occasione del successo dei meneghini in casa della Juventus – che mancava da dieci anni –, raggiunge le 200 presenze in Serie A e risulta essere il terzo croato a raggiungere questo numero di presenze dopo il compagno di squadra Marcelo Brozovic e Milan Badelj. Il 15 aprile, nella gara esterna contro lo Spezia, raggiunge quota 36 assist complessivi con l'Inter, superando Maicon, fermo a 35, e divenendo il miglior uomo-assist dei nerazzurri dalla stagione 2006-2007. Il 1º maggio 2022, in occasione del successo esterno contro l'Udinese, bagna la sua 250ª presenza con l'Inter in tutte le competizioni con una rete che apre le marcature. L'11 maggio 2022, in occasione della finale di Coppa Italia contro la Juventus, segna una doppietta nei tempi supplementari risultando decisivo nel successo per 4-2.
In tutto con la maglia dell’Inter ha messo insieme 254 presenze, 55 gol e 49 assist con 3 trofei vinti.

#### Tottenham
Il 31 maggio 2022, dopo la decisione di non rinnovare il contratto con l'Inter, viene annunciato il suo passaggio al Tottenham, con decorrenza dal 1º luglio seguente. L'8 agosto fa il suo debutto con gli Spurs subentrando a Ryan Sessegnon nel match casalingo di campionato vinto 4-1 contro il Southampton. Il 18 marzo 2023, nella sfida di ritorno contro i Saints, realizza il suo primo gol per gli Spurs.
Nella prima fase della stagione seguente, durante un allenamento, Perišić subisce una lesione del legamento crociato anteriore del ginocchio destro, infortunio che lo costringe ad un'operazione e a un lungo periodo lontano dal campo.

#### Il breve ritorno all'Hajduk Spalato
Il 19 gennaio 2024, dopo più di diciassette anni e mezzo, fa il suo ritorno all’Hajduk Spalato, prendendo la casacca numero 4. Il ritorno avviene con la formula del prestito fino al termine della stagione, con un rinnovo di un altro anno al termine della stessa, ovvero al termine del contratto con il club londinese; Perisic guadagnerà la cifra simbolica di un euro al mese. A causa di un iniziale infortunio, debutta con il club solamente ad aprile, in occasione di un match contro il Rijeka. Il 12 maggio 2024 è la volta della sua prima marcatura dal suo ritorno, segnata ai danni dell'Istria 1961 in un pareggio 1-1. Termina il suo primo semestre collezionando 8 presenze e una marcatura.
L'annata seguente si ritrova molto indietro nelle gerarchie del nuovo tecnico Gennaro Gattuso che, a causa di divergenze con il giocatore, decide di non convocarlo in occasione di una gara contro la Lokomotiva Zagabria, per poi arrivare a rescindere il contratto col club il 31 agosto 2024.

#### PSV
Dopo aver rifiutato due offerte arrivate da Monza e Como, il 18 settembre 2024 si accasa agli olandesi del PSV. Debutta da titolare dieci giorni dopo nella gara vinta contro il Willem II (0-2) rimediando un’ammonizione, e segna il suo primo gol il 2 novembre nella sconfitta contro l’Ajax (3-2). L'11 e il 19 febbraio 2025 segna i suoi primi due gol in Champions League nelle gare di play-off contro la Juventus, tornando a segnare nella massima competizione europea dopo oltre quattro anni. Il 3 maggio segna una tripletta nel 4-1 contro il Fortuna Sittard. Contribuisce alla vittoria in rimonta del campionato all’ultima giornata chiudendo la stagione con 35 presenze, 16 gol e 11 assist.

### Nazionale

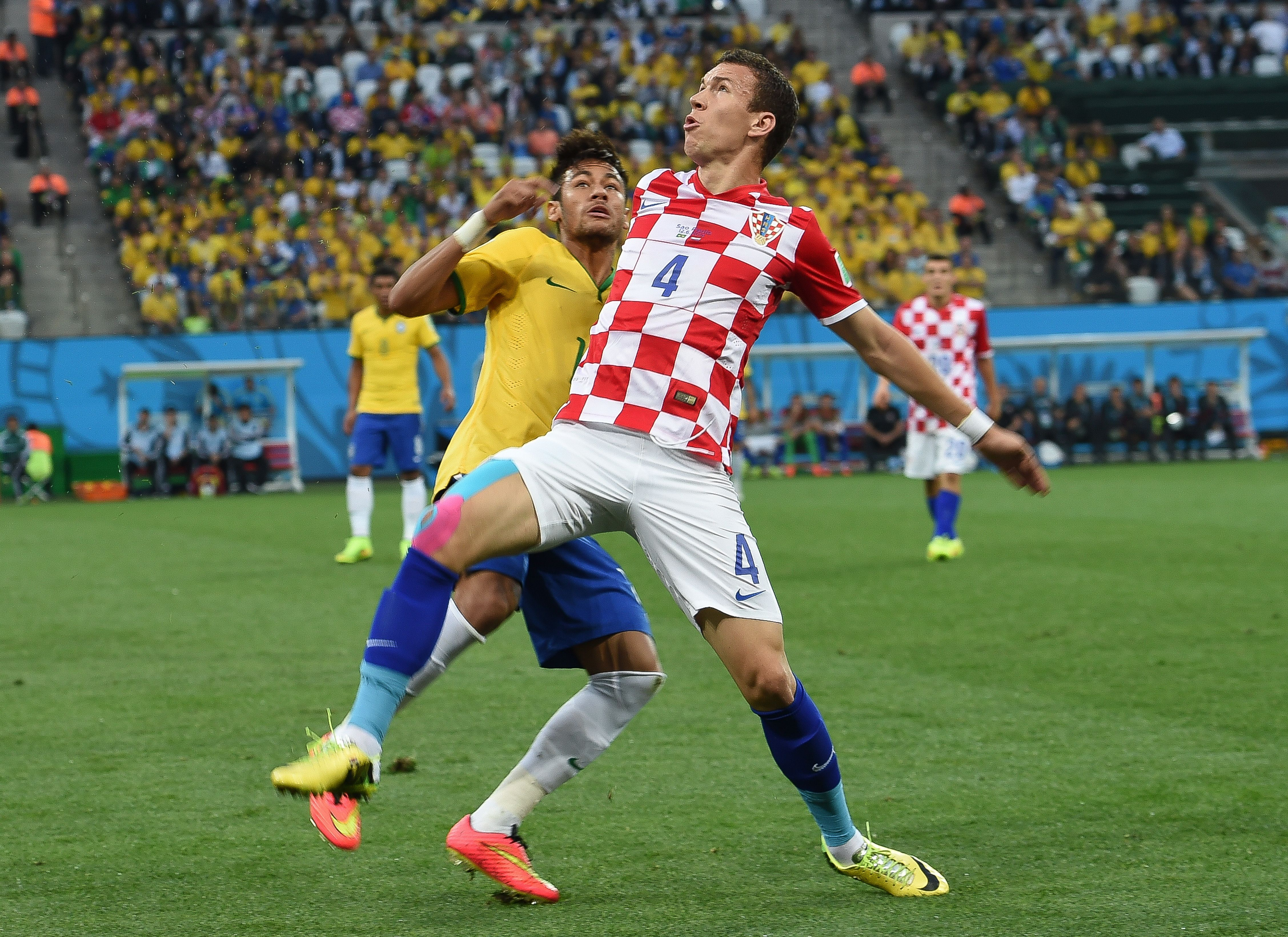
Perišić in azione con la Croazia al, in duello con il brasiliano Neymar

A livello internazionale milita dapprima nelle nazionali croate Under-17, Under-19 e Under-21. Partecipa anche alla qualificazione al campionato europeo Under-21 del 2011, in cui segnato due gol.
Il 26 marzo dello stesso anno esordisce con la nazionale maggiore, con la quale partecipa poi al campionato d'Europa 2012 in Polonia e Ucraina, in cui gioca le tre partite della squadra, eliminata al primo turno. L'11 settembre 2012 realizza la sua prima rete in nazionale, nel pareggio per 1-1 in casa del Belgio. Convocato per il campionato del mondo 2014 in Brasile, è autore di due reti consecutive, contro Camerun e Messico, che non bastano a qualificare i croati agli ottavi.
Capocannoniere della Croazia nelle qualificazioni al campionato d'Europa 2016 con sei gol in nove partite, viene convocato per la fase finale del torneo in Francia, dove segna il gol del momentaneo 2-0 per i croati contro la Rep. Ceca, nella partita finita con il risultato di 2-2; risulta decisivo nell'ultima partita del girone contro la Spagna, fornendo un assist a Nikola Kalinić per il momentaneo pareggio dei croati, e siglando la rete del definitivo 2-1 nella rimonta contro gli iberici, che garantisce ai suoi il primo posto nel girone. Tuttavia i croati vengono eliminati al turno successivo dal Portogallo
Nelle qualificazioni per il campionato mondiale del 2018 realizza un gol nello spareggio (vinto per 4-1) contro la Grecia. In precedenza, nel corso delle qualificazioni, era andato in gol nel netto successo esterno contro il Kosovo (0-6).

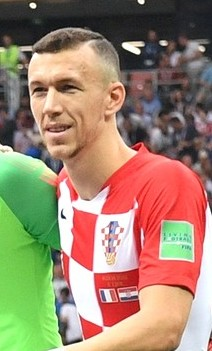
Perišić durante il campionato mondiale 2018

Al campionato mondiale del 2018 in Russia realizza tre reti. Segna il gol della vittoria nell'ultimo match del girone, vinto per 2-1 contro l'Islanda, poi, nella semifinale contro l'Inghilterra, realizza una rete e fornisce l'assist per la rete di Mandžukić nei tempi supplementari, contribuendo alla storica qualificazione dei croati alla finale del mondiale; nell'occasione viene nominato uomo partita. Nella finale, persa per 2-4 contro la Francia, segna il gol del provvisorio 1-1, per poi causare il rigore del 2-1 per i transalpini. Nel corso del torneo percorre più chilometri di tutti, ben 72,5.
Dopo l'opaca UEFA Nations League 2018-2019, esclusa la sfida vinta per 3-2 contro la Spagna, durante le qualificazioni al campionato d'Europa del 2020 realizza tre reti, contribuendo al raggiungimento del primo posto nel girone E. Il 19 novembre 2019 indossa per la prima volta la fascia di capitano della Croazia, in un'amichevole, vinta per 2-1 sulla Georgia, in cui segna il gol della vittoria. Il 1º giugno 2021 bagna la centesima presenza con la nazionale maggiore segnando nell'amichevole pareggiata per 1-1 con l'Armenia.
Convocato per la manifestazione continentale, disputata nel 2021 anziché nel 2020 a causa della pandemia da COVID-19, il 1º giugno 2021, in occasione dell'amichevole pre-competizione contro l'Armenia (finita con il punteggio di 1-1 con un suo gol), diventa il nono calciatore a raggiungere le cento presenze con la selezione croata. Al campionato d'Europa va a segno ai gironi contro la Rep. Ceca (1-1) e la Scozia (3-1 per i croati il finale), diventando il calciatore croato con più gol realizzati tra mondiali ed europei eguagliando il record di 9 reti di Davor Šuker. Tuttavia, pochi giorni dopo la sfida contro gli scozzesi, viene riscontrata la sua positività al COVID-19 ed è costretto all'assenza agli ottavi, in cui i croati vengono eliminati ai supplementari dalla Spagna.
Convocato per il campionato mondiale del 2022 in Qatar, va a segno nel pareggio per 1-1 contro il Giappone agli ottavi (la sfida sarà vinta dagli europei ai tiri di rigore), eguagliando Mario Mandžukić al secondo posto per numero di gol realizzati con la selezione croata a quota 33.
Il 17 dicembre, nella finale per il terzo posto vinta 2-1 contro il Marocco, fornisce l'assist per il gol d'apertura di Joško Gvardiol.
Convocato pure per Euro 2024, nonostante avesse rischiato di non esserci per infortunio, questa volta i croati escono al primo turno.

## Beach volley
Appassionato di beach volley, nel 2017, grazie a una wild card, ha partecipato alla tappa casalinga di Parenzo del World tour di beach volley in coppia con Niksa Dell'Orco. I due croati hanno esordito contro i brasiliani Álvaro Morais Filho/Saymon Barbosa perdendo per 2 set a 0. Successivamente, con il medesimo risultato, hanno sfidato le coppie statunitensi Brunner/Patterson e Gibb/Crabb, terminando il torneo alla 25ª e ultima posizione in classifica.

## Statistiche

### Presenze e reti nei club
Statistiche aggiornate al 18 maggio 2025.
| Stagione                 | Squadra                  | Campionato               | Campionato | Campionato | Coppe nazionali | Coppe nazionali | Coppe nazionali | Coppe continentali | Coppe continentali | Coppe continentali | Altre coppe | Altre coppe | Altre coppe | Totale | Totale |
| Stagione                 | Squadra                  | Comp                     | Pres       | Reti       | Comp            | Pres            | Reti            | Comp               | Pres               | Reti               | Comp        | Pres        | Reti        | Pres   | Reti   |
| ------------------------ | ------------------------ | ------------------------ | ---------- | ---------- | --------------- | --------------- | --------------- | ------------------ | ------------------ | ------------------ | ----------- | ----------- | ----------- | ------ | ------ |
| 2007-2008                | Sochaux 2                | CFA                      | 20         | 3          | -               | -               | -               | -                  | -                  | -                  | -           | -           | -           | 20     | 3      |
| 2008-gen. 2009           | Sochaux 2                | CFA                      | 16         | 5          | -               | -               | -               | -                  | -                  | -                  | -           | -           | -           | 16     | 5      |
| Totale Sochaux 2         | Totale Sochaux 2         | Totale Sochaux 2         | 36         | 8          |                 | -               | -               |                    | -                  | -                  |             | -           | -           | 36     | 8      |
| gen.-giu. 2009           | Roeselare                | PL                       | 17+1       | 5          | CB              | 2               | 3               | -                  | -                  | -                  | -           | -           | -           | 20     | 8      |
| 2009-2010                | Club Bruges              | PL                       | 23+10      | 6+3        | CB              | 2               | 0               | UEL                | 8                  | 4                  | -           | -           | -           | 43     | 13     |
| 2010-2011                | Club Bruges              | PL                       | 27+10      | 16+6       | CB              | 1               | 0               | UEL                | 8                  | 0                  | -           | -           | -           | 46     | 22     |
| Totale Bruges            | Totale Bruges            | Totale Bruges            | 70         | 31         |                 | 3               | 0               |                    | 16                 | 4                  |             | -           | -           | 89     | 35     |
| 2011-2012                | Borussia Dortmund        | BL                       | 28         | 7          | CG              | 6               | 1               | UCL                | 6                  | 1                  | SG          | 1           | 0           | 41     | 9      |
| 2012-gen. 2013           | Borussia Dortmund        | BL                       | 14         | 2          | CG              | 3               | 1               | UCL                | 5                  | 0                  | SG          | 1           | 0           | 23     | 3      |
| Totale Borussia Dortmund | Totale Borussia Dortmund | Totale Borussia Dortmund | 42         | 9          |                 | 9               | 2               |                    | 11                 | 1                  |             | 2           | 0           | 64     | 12     |
| gen.-giu. 2013           | Wolfsburg                | BL                       | 11         | 2          | CG              | 0               | 0               | -                  | -                  | -                  | -           | -           | -           | 11     | 2      |
| 2013-2014                | Wolfsburg                | BL                       | 33         | 10         | CG              | 5               | 1               | -                  | -                  | -                  | -           | -           | -           | 38     | 11     |
| 2014-2015                | Wolfsburg                | BL                       | 24         | 5          | CG              | 2               | 1               | UEL                | 9                  | 1                  | -           | -           | -           | 35     | 7      |
| ago. 2015                | Wolfsburg                | BL                       | 2          | 1          | CG              | 1               | 0               | UCL                | 0                  | 0                  | SG          | 1           | 0           | 4      | 1      |
| Totale Wolfsburg         | Totale Wolfsburg         | Totale Wolfsburg         | 70         | 18         |                 | 8               | 2               |                    | 9                  | 1                  |             | 1           | 0           | 88     | 21     |
| 2015-2016                | Inter                    | A                        | 34         | 7          | CI              | 3               | 2               | -                  | -                  | -                  | -           | -           | -           | 37     | 9      |
| 2016-2017                | Inter                    | A                        | 36         | 11         | CI              | 1               | 0               | UEL                | 5                  | 0                  | -           | -           | -           | 42     | 11     |
| 2017-2018                | Inter                    | A                        | 37         | 11         | CI              | 2               | 0               | -                  | -                  | -                  | -           | -           | -           | 39     | 11     |
| 2018-2019                | Inter                    | A                        | 34         | 8          | CI              | 1               | 0               | UCL+UEL            | 6+4                | 0+1                | -           | -           | -           | 45     | 9      |
| 2019-2020                | Bayern Monaco            | BL                       | 22         | 4          | CG              | 3               | 1               | UCL                | 10                 | 3                  | SG          | -           | -           | 35     | 8      |
| 2020-2021                | Inter                    | A                        | 32         | 4          | CI              | 4               | 0               | UCL                | 6                  | 1                  | -           | -           | -           | 42     | 5      |
| 2021-2022                | Inter                    | A                        | 35         | 8          | CI              | 5               | 2               | UCL                | 8                  | 0                  | SI          | 1           | 0           | 49     | 10     |
| Totale Inter             | Totale Inter             | Totale Inter             | 208        | 49         |                 | 16              | 4               |                    | 29                 | 2                  |             | 1           | 0           | 254    | 55     |
| 2022-2023                | Tottenham                | PL                       | 34         | 1          | FACup+CdL       | 2+0             | 0               | UCL                | 5                  | 0                  | -           | -           | -           | 41     | 1      |
| 2023-gen. 2024           | Tottenham                | PL                       | 5          | 0          | FACup+CdL       | 0+1             | 0               | -                  | -                  | -                  | -           | -           | -           | 6      | 0      |
| Totale Tottenham         | Totale Tottenham         | Totale Tottenham         | 39         | 1          |                 | 3               | 0               |                    | 5                  | 0                  |             | -           | -           | 47     | 1      |
| gen.-giu. 2024           | Hajduk Spalato           | HNL                      | 7          | 1          | CC              | 1               | 0               | UECL               | -                  | -                  | SC          | -           | -           | 8      | 1      |
| ago. 2024                | Hajduk Spalato           | HNL                      | 1          | 0          | CC              | 0               | 0               | UECL               | 3                  | 0                  | -           | -           | -           | 4      | 0      |
| Totale Hajduk Spalato    | Totale Hajduk Spalato    | Totale Hajduk Spalato    | 8          | 1          |                 | 1               | 0               |                    | 3                  | 0                  |             | -           | -           | 12     | 1      |
| set. 2024-2025           | PSV                      | ED                       | 27         | 9          | CO              | 4               | 4               | UCL                | 4                  | 3                  | SO          | -           | -           | 35     | 16     |
| Totale carriera          | Totale carriera          | Totale carriera          | 540        | 134        |                 | 50              | 16              |                    | 86                 | 14                 |             | 4           | 0           | 680    | 164    |

### Cronologia presenze e reti in nazionale
| Cronologia completa delle presenze e delle reti in nazionale ― Croazia | Cronologia completa delle presenze e delle reti in nazionale ― Croazia | Cronologia completa delle presenze e delle reti in nazionale ― Croazia | Cronologia completa delle presenze e delle reti in nazionale ― Croazia | Cronologia completa delle presenze e delle reti in nazionale ― Croazia | Cronologia completa delle presenze e delle reti in nazionale ― Croazia | Cronologia completa delle presenze e delle reti in nazionale ― Croazia | Cronologia completa delle presenze e delle reti in nazionale ― Croazia |
| Data                                                                   | Città                                                                  | In casa                                                                | Risultato                                                              | Ospiti                                                                 | Competizione                                                           | Reti                                                                   | Note                                                                   |
| ---------------------------------------------------------------------- | ---------------------------------------------------------------------- | ---------------------------------------------------------------------- | ---------------------------------------------------------------------- | ---------------------------------------------------------------------- | ---------------------------------------------------------------------- | ---------------------------------------------------------------------- | ---------------------------------------------------------------------- |
| 26-3-2011                                                              | Tbilisi                                                                | Georgia                                                                | 1 – 0                                                                  | Croazia                                                                | Qual. Euro 2012                                                        | -                                                                      | 61’                                                                    |
| 29-3-2011                                                              | Saint-Denis                                                            | Francia                                                                | 0 – 0                                                                  | Croazia                                                                | Amichevole                                                             | -                                                                      | 71’                                                                    |
| 3-6-2011                                                               | Spalato                                                                | Croazia                                                                | 2 – 1                                                                  | Georgia                                                                | Qual. Euro 2012                                                        | -                                                                      | 71’                                                                    |
| 2-9-2011                                                               | Ta' Qali                                                               | Malta                                                                  | 1 – 3                                                                  | Croazia                                                                | Qual. Euro 2012                                                        | -                                                                      | 68’                                                                    |
| 7-10-2011                                                              | Atene                                                                  | Grecia                                                                 | 2 – 0                                                                  | Croazia                                                                | Qual. Euro 2012                                                        | -                                                                      | 52’                                                                    |
| 11-10-2011                                                             | Fiume                                                                  | Croazia                                                                | 2 – 0                                                                  | Lettonia                                                               | Qual. Euro 2012                                                        | -                                                                      | 59’                                                                    |
| 15-11-2011                                                             | Zagabria                                                               | Croazia                                                                | 0 – 0                                                                  | Turchia                                                                | Qual. Euro 2012                                                        | -                                                                      | 62’                                                                    |
| 29-2-2012                                                              | Zagabria                                                               | Croazia                                                                | 1 – 3                                                                  | Svezia                                                                 | Amichevole                                                             | -                                                                      | 67’                                                                    |
| 25-5-2012                                                              | Pola                                                                   | Croazia                                                                | 3 – 1                                                                  | Estonia                                                                | Amichevole                                                             | -                                                                      | 46’                                                                    |
| 2-6-2012                                                               | Oslo                                                                   | Norvegia                                                               | 1 – 1                                                                  | Croazia                                                                | Amichevole                                                             | -                                                                      | 63’                                                                    |
| 10-6-2012                                                              | Poznań                                                                 | Irlanda                                                                | 1 – 3                                                                  | Croazia                                                                | Euro 2012 - 1º turno                                                   | -                                                                      | 89’                                                                    |
| 14-6-2012                                                              | Poznań                                                                 | Italia                                                                 | 1 – 1                                                                  | Croazia                                                                | Euro 2012 - 1º turno                                                   | -                                                                      | 68’                                                                    |
| 18-6-2012                                                              | Danzica                                                                | Croazia                                                                | 0 – 1                                                                  | Spagna                                                                 | Euro 2012 - 1º turno                                                   | -                                                                      | 65’                                                                    |
| 15-8-2012                                                              | Spalato                                                                | Croazia                                                                | 2 – 4                                                                  | Svizzera                                                               | Amichevole                                                             | -                                                                      | 46’                                                                    |
| 7-9-2012                                                               | Zagabria                                                               | Croazia                                                                | 1 – 0                                                                  | Macedonia                                                              | Qual. Mondiali 2014                                                    | -                                                                      |                                                                        |
| 11-9-2012                                                              | Bruxelles                                                              | Belgio                                                                 | 1 – 1                                                                  | Croazia                                                                | Qual. Mondiali 2014                                                    | 1                                                                      |                                                                        |
| 12-10-2012                                                             | Skopje                                                                 | Macedonia                                                              | 1 – 2                                                                  | Croazia                                                                | Qual. Mondiali 2014                                                    | -                                                                      |                                                                        |
| 16-10-2012                                                             | Osijek                                                                 | Croazia                                                                | 2 – 0                                                                  | Galles                                                                 | Qual. Mondiali 2014                                                    | -                                                                      | 85’                                                                    |
| 7-6-2013                                                               | Zagabria                                                               | Croazia                                                                | 0 – 1                                                                  | Scozia                                                                 | Qual. Mondiali 2014                                                    | -                                                                      | 56’                                                                    |
| 10-6-2013                                                              | Ginevra                                                                | Croazia                                                                | 0 – 1                                                                  | Portogallo                                                             | Amichevole                                                             | -                                                                      | 73’                                                                    |
| 6-9-2013                                                               | Belgrado                                                               | Serbia                                                                 | 1 – 1                                                                  | Croazia                                                                | Qual. Mondiali 2014                                                    | -                                                                      | 57’                                                                    |
| 10-9-2013                                                              | Jeonju                                                                 | Corea del Sud                                                          | 1 – 2                                                                  | Croazia                                                                | Amichevole                                                             | -                                                                      | 81’                                                                    |
| 11-10-2013                                                             | Zagabria                                                               | Croazia                                                                | 1 – 2                                                                  | Belgio                                                                 | Qual. Mondiali 2014                                                    | -                                                                      | 46’                                                                    |
| 15-10-2013                                                             | Edimburgo                                                              | Scozia                                                                 | 2 – 0                                                                  | Croazia                                                                | Qual. Mondiali 2014                                                    | -                                                                      | 69’                                                                    |
| 15-11-2013                                                             | Reykjavík                                                              | Islanda                                                                | 0 – 0                                                                  | Croazia                                                                | Qual. Mondiali 2014                                                    | -                                                                      |                                                                        |
| 19-11-2013                                                             | Zagabria                                                               | Croazia                                                                | 2 – 0                                                                  | Islanda                                                                | Qual. Mondiali 2014                                                    | -                                                                      |                                                                        |
| 5-3-2014                                                               | Berna                                                                  | Svizzera                                                               | 2 – 2                                                                  | Croazia                                                                | Amichevole                                                             | -                                                                      | 75’                                                                    |
| 31-5-2014                                                              | Osijek                                                                 | Croazia                                                                | 2 – 1                                                                  | Mali                                                                   | Amichevole                                                             | 2                                                                      | 67’                                                                    |
| 6-6-2014                                                               | Salvador                                                               | Croazia                                                                | 1 – 0                                                                  | Australia                                                              | Amichevole                                                             | -                                                                      | 67’                                                                    |
| 12-6-2014                                                              | San Paolo                                                              | Brasile                                                                | 3 – 1                                                                  | Croazia                                                                | Mondiali 2014 - 1º turno                                               | -                                                                      |                                                                        |
| 18-6-2014                                                              | Manaus                                                                 | Camerun                                                                | 0 – 4                                                                  | Croazia                                                                | Mondiali 2014 - 1º turno                                               | 1                                                                      | 78’                                                                    |
| 23-6-2014                                                              | Recife                                                                 | Croazia                                                                | 1 – 3                                                                  | Messico                                                                | Mondiali 2014 - 1º turno                                               | 1                                                                      |                                                                        |
| 10-10-2014                                                             | Sofia                                                                  | Bulgaria                                                               | 0 – 1                                                                  | Croazia                                                                | Qual. Euro 2016                                                        | -                                                                      |                                                                        |
| 13-10-2014                                                             | Osijek                                                                 | Croazia                                                                | 6 – 0                                                                  | Azerbaigian                                                            | Qual. Euro 2016                                                        | 2                                                                      | 24’                                                                    |
| 16-11-2014                                                             | Milano                                                                 | Italia                                                                 | 1 – 1                                                                  | Croazia                                                                | Qual. Euro 2016                                                        | 1                                                                      | 65’                                                                    |
| 28-3-2015                                                              | Zagabria                                                               | Croazia                                                                | 5 – 1                                                                  | Norvegia                                                               | Qual. Euro 2016                                                        | 1                                                                      |                                                                        |
| 7-6-2015                                                               | Varaždin                                                               | Croazia                                                                | 4 – 0                                                                  | Gibilterra                                                             | Amichevole                                                             | -                                                                      | 57’                                                                    |
| 12-6-2015                                                              | Spalato                                                                | Croazia                                                                | 1 – 1                                                                  | Italia                                                                 | Qual. Euro 2016                                                        | -                                                                      |                                                                        |
| 3-9-2015                                                               | Baku                                                                   | Azerbaigian                                                            | 0 – 0                                                                  | Croazia                                                                | Qual. Euro 2016                                                        | -                                                                      | 83’                                                                    |
| 6-9-2015                                                               | Oslo                                                                   | Norvegia                                                               | 2 – 0                                                                  | Croazia                                                                | Qual. Euro 2016                                                        | -                                                                      |                                                                        |
| 10-10-2015                                                             | Zagabria                                                               | Croazia                                                                | 3 – 0                                                                  | Bulgaria                                                               | Qual. Euro 2016                                                        | 1                                                                      | 86’                                                                    |
| 13-10-2015                                                             | Ta' Qali                                                               | Malta                                                                  | 0 – 1                                                                  | Croazia                                                                | Qual. Euro 2016                                                        | 1                                                                      | 90+2’                                                                  |
| 17-11-2015                                                             | Rostov                                                                 | Russia                                                                 | 1 – 3                                                                  | Croazia                                                                | Amichevole                                                             | -                                                                      |                                                                        |
| 23-3-2016                                                              | Osijek                                                                 | Croazia                                                                | 2 – 0                                                                  | Israele                                                                | Amichevole                                                             | 1                                                                      |                                                                        |
| 26-3-2016                                                              | Budapest                                                               | Ungheria                                                               | 1 – 1                                                                  | Croazia                                                                | Amichevole                                                             | -                                                                      | 63’                                                                    |
| 27-5-2016                                                              | Koprivnica                                                             | Croazia                                                                | 1 – 0                                                                  | Moldavia                                                               | Amichevole                                                             | -                                                                      | 46’                                                                    |
| 4-6-2016                                                               | Fiume                                                                  | Croazia                                                                | 10 – 0                                                                 | San Marino                                                             | Amichevole                                                             | 1                                                                      |                                                                        |
| 12-6-2016                                                              | Parigi                                                                 | Turchia                                                                | 0 – 1                                                                  | Croazia                                                                | Euro 2016 - 1º turno                                                   | -                                                                      | 87’                                                                    |
| 17-6-2016                                                              | Saint-Étienne                                                          | Rep. Ceca                                                              | 2 – 2                                                                  | Croazia                                                                | Euro 2016 - 1º turno                                                   | 1                                                                      |                                                                        |
| 21-6-2016                                                              | Bordeaux                                                               | Croazia                                                                | 2 – 1                                                                  | Spagna                                                                 | Euro 2016 - 1º turno                                                   | 1                                                                      | 88’ 90+4’                                                              |
| 25-6-2016                                                              | Lens                                                                   | Croazia                                                                | 0 – 1 dts                                                              | Portogallo                                                             | Euro 2016 - Ottavi di finale                                           | -                                                                      |                                                                        |
| 5-9-2016                                                               | Zagabria                                                               | Croazia                                                                | 1 – 1                                                                  | Turchia                                                                | Qual. Mondiali 2018                                                    | -                                                                      |                                                                        |
| 6-10-2016                                                              | Scutari                                                                | Kosovo                                                                 | 0 – 6                                                                  | Croazia                                                                | Qual. Mondiali 2018                                                    | 1                                                                      |                                                                        |
| 9-10-2016                                                              | Tampere                                                                | Finlandia                                                              | 0 – 1                                                                  | Croazia                                                                | Qual. Mondiali 2018                                                    | -                                                                      |                                                                        |
| 12-11-2016                                                             | Zagabria                                                               | Croazia                                                                | 2 – 0                                                                  | Islanda                                                                | Qual. Mondiali 2018                                                    | -                                                                      | 90+4’                                                                  |
| 28-3-2017                                                              | Tallinn                                                                | Estonia                                                                | 3 – 0                                                                  | Croazia                                                                | Amichevole                                                             | -                                                                      | cap.                                                                   |
| 11-6-2017                                                              | Reykjavík                                                              | Islanda                                                                | 1 – 0                                                                  | Croazia                                                                | Qual. Mondiali 2018                                                    | -                                                                      |                                                                        |
| 2-9-2017                                                               | Zagabria                                                               | Croazia                                                                | 1 – 0                                                                  | Kosovo                                                                 | Qual. Mondiali 2018                                                    | -                                                                      |                                                                        |
| 5-9-2017                                                               | Eskişehir                                                              | Turchia                                                                | 1 – 0                                                                  | Croazia                                                                | Qual. Mondiali 2018                                                    | -                                                                      | 66’                                                                    |
| 6-10-2017                                                              | Fiume                                                                  | Croazia                                                                | 1 – 1                                                                  | Finlandia                                                              | Qual. Mondiali 2018                                                    | -                                                                      |                                                                        |
| 9-10-2017                                                              | Kiev                                                                   | Ucraina                                                                | 0 – 2                                                                  | Croazia                                                                | Qual. Mondiali 2018                                                    | -                                                                      |                                                                        |
| 9-11-2017                                                              | Zagabria                                                               | Croazia                                                                | 4 – 1                                                                  | Grecia                                                                 | Qual. Mondiali 2018                                                    | 1                                                                      |                                                                        |
| 12-11-2017                                                             | Atene                                                                  | Grecia                                                                 | 0 – 0                                                                  | Croazia                                                                | Qual. Mondiali 2018                                                    | -                                                                      | 86’                                                                    |
| 24-3-2018                                                              | Miami                                                                  | Perù                                                                   | 2 – 0                                                                  | Croazia                                                                | Amichevole                                                             | -                                                                      | 77’                                                                    |
| 3-6-2018                                                               | Liverpool                                                              | Brasile                                                                | 2 – 0                                                                  | Croazia                                                                | Amichevole                                                             | -                                                                      |                                                                        |
| 8-6-2018                                                               | Osijek                                                                 | Croazia                                                                | 2 – 1                                                                  | Senegal                                                                | Amichevole                                                             | 1                                                                      |                                                                        |
| 16-6-2018                                                              | Kaliningrad                                                            | Croazia                                                                | 2 – 0                                                                  | Nigeria                                                                | Mondiali 2018 - 1º turno                                               | -                                                                      |                                                                        |
| 21-6-2018                                                              | Nižnij Novgorod                                                        | Argentina                                                              | 0 – 3                                                                  | Croazia                                                                | Mondiali 2018 - 1º turno                                               | -                                                                      | 82’                                                                    |
| 26-6-2018                                                              | Rostov                                                                 | Islanda                                                                | 1 – 2                                                                  | Croazia                                                                | Mondiali 2018 - 1º turno                                               | 1                                                                      |                                                                        |
| 1-7-2018                                                               | Nižnij Novgorod                                                        | Croazia                                                                | 1 – 1 dts (3 – 2 dtr)                                                  | Danimarca                                                              | Mondiali 2018 - Ottavi di finale                                       | -                                                                      | 97’                                                                    |
| 7-7-2018                                                               | Soči                                                                   | Russia                                                                 | 2 – 2 dts (3 – 4 dtr)                                                  | Croazia                                                                | Mondiali 2018 - Quarti di finale                                       | -                                                                      | 63’                                                                    |
| 11-7-2018                                                              | Mosca                                                                  | Croazia                                                                | 2 – 1 dts                                                              | Inghilterra                                                            | Mondiali 2018 - Semifinale                                             | 1                                                                      |                                                                        |
| 15-7-2018                                                              | Mosca                                                                  | Francia                                                                | 4 – 2                                                                  | Croazia                                                                | Mondiali 2018 - Finale                                                 | 1                                                                      |                                                                        |
| 6-9-2018                                                               | Lisbona                                                                | Portogallo                                                             | 1 – 1                                                                  | Croazia                                                                | Amichevole                                                             | 1                                                                      | 30’ 63’                                                                |
| 11-9-2018                                                              | Elche                                                                  | Spagna                                                                 | 6 – 0                                                                  | Croazia                                                                | UEFA Nations League 2018-2019 - 1º turno                               | -                                                                      |                                                                        |
| 12-10-2018                                                             | Fiume                                                                  | Croazia                                                                | 0 – 0                                                                  | Inghilterra                                                            | UEFA Nations League 2018-2019 - 1º turno                               | -                                                                      | 68’                                                                    |
| 15-11-2018                                                             | Zagabria                                                               | Croazia                                                                | 3 – 2                                                                  | Spagna                                                                 | UEFA Nations League 2018-2019 - 1º turno                               | -                                                                      | 88’                                                                    |
| 18-11-2018                                                             | Londra                                                                 | Inghilterra                                                            | 2 – 1                                                                  | Croazia                                                                | UEFA Nations League 2018-2019 - 1º turno                               | -                                                                      |                                                                        |
| 21-3-2019                                                              | Zagabria                                                               | Croazia                                                                | 2 – 1                                                                  | Azerbaigian                                                            | Qual. Euro 2020                                                        | -                                                                      |                                                                        |
| 24-3-2019                                                              | Budapest                                                               | Ungheria                                                               | 2 – 1                                                                  | Croazia                                                                | Qual. Euro 2020                                                        | -                                                                      |                                                                        |
| 8-6-2019                                                               | Osijek                                                                 | Croazia                                                                | 2 – 1                                                                  | Galles                                                                 | Qual. Euro 2020                                                        | 1                                                                      | 90+3’                                                                  |
| 11-6-2019                                                              | Varaždin                                                               | Croazia                                                                | 1 – 2                                                                  | Tunisia                                                                | Amichevole                                                             | -                                                                      | 55’                                                                    |
| 6-9-2019                                                               | Bratislava                                                             | Slovacchia                                                             | 0 – 4                                                                  | Croazia                                                                | Qual. Euro 2020                                                        | 1                                                                      |                                                                        |
| 9-9-2019                                                               | Baku                                                                   | Azerbaigian                                                            | 1 – 1                                                                  | Croazia                                                                | Qual. Euro 2020                                                        | -                                                                      |                                                                        |
| 10-10-2019                                                             | Spalato                                                                | Croazia                                                                | 3 – 0                                                                  | Ungheria                                                               | Qual. Euro 2020                                                        | -                                                                      | 60’                                                                    |
| 13-10-2019                                                             | Cardiff                                                                | Galles                                                                 | 1 – 1                                                                  | Croazia                                                                | Qual. Euro 2020                                                        | -                                                                      |                                                                        |
| 16-11-2019                                                             | Fiume                                                                  | Croazia                                                                | 3 – 1                                                                  | Slovacchia                                                             | Qual. Euro 2020                                                        | 1                                                                      | 81’                                                                    |
| 19-11-2019                                                             | Pola                                                                   | Croazia                                                                | 2 – 1                                                                  | Georgia                                                                | Amichevole                                                             | 1                                                                      | cap. 75’                                                               |
| 5-9-2020                                                               | Porto                                                                  | Portogallo                                                             | 4 – 1                                                                  | Croazia                                                                | UEFA Nations League 2020-2021 - 1º turno                               | -                                                                      | 61’                                                                    |
| 8-9-2020                                                               | Saint-Denis                                                            | Francia                                                                | 4 – 2                                                                  | Croazia                                                                | UEFA Nations League 2020-2021 - 1º turno                               | -                                                                      | cap. 66’                                                               |
| 7-10-2020                                                              | San Gallo                                                              | Svizzera                                                               | 1 – 2                                                                  | Croazia                                                                | Amichevole                                                             | -                                                                      | 75’                                                                    |
| 11-10-2020                                                             | Zagabria                                                               | Croazia                                                                | 2 – 1                                                                  | Svezia                                                                 | UEFA Nations League 2020-2021 - 1º turno                               | -                                                                      | 85’                                                                    |
| 14-10-2020                                                             | Zagabria                                                               | Croazia                                                                | 1 – 2                                                                  | Francia                                                                | UEFA Nations League 2020-2021 - 1º turno                               | -                                                                      | 78’                                                                    |
| 11-11-2020                                                             | Istanbul                                                               | Turchia                                                                | 3 – 3                                                                  | Croazia                                                                | Amichevole                                                             | -                                                                      | 66’ 86’                                                                |
| 14-11-2020                                                             | Solna                                                                  | Svezia                                                                 | 2 – 1                                                                  | Croazia                                                                | UEFA Nations League 2020-2021 - 1º turno                               | -                                                                      |                                                                        |
| 17-11-2020                                                             | Spalato                                                                | Croazia                                                                | 2 – 3                                                                  | Portogallo                                                             | UEFA Nations League 2020-2021 - 1º turno                               | -                                                                      | 57’                                                                    |
| 24-3-2021                                                              | Lubiana                                                                | Slovenia                                                               | 1 – 0                                                                  | Croazia                                                                | Qual. Mondiali 2022                                                    | -                                                                      |                                                                        |
| 27-3-2021                                                              | Fiume                                                                  | Croazia                                                                | 1 – 0                                                                  | Cipro                                                                  | Qual. Mondiali 2022                                                    | -                                                                      | 69’ 76’                                                                |
| 30-3-2021                                                              | Fiume                                                                  | Croazia                                                                | 3 – 0                                                                  | Malta                                                                  | Qual. Mondiali 2022                                                    | 1                                                                      | 54’                                                                    |
| 1-6-2021                                                               | Velika Gorica                                                          | Croazia                                                                | 1 – 1                                                                  | Armenia                                                                | Amichevole                                                             | 1                                                                      | 61’                                                                    |
| 6-6-2021                                                               | Bruxelles                                                              | Belgio                                                                 | 1 – 0                                                                  | Croazia                                                                | Amichevole                                                             | -                                                                      | 80’                                                                    |
| 13-6-2021                                                              | Londra                                                                 | Inghilterra                                                            | 1 – 0                                                                  | Croazia                                                                | Euro 2020 - 1º turno                                                   | -                                                                      |                                                                        |
| 18-6-2021                                                              | Glasgow                                                                | Croazia                                                                | 1 – 1                                                                  | Rep. Ceca                                                              | Euro 2020 - 1º turno                                                   | 1                                                                      |                                                                        |
| 22-6-2021                                                              | Glasgow                                                                | Croazia                                                                | 3 – 1                                                                  | Scozia                                                                 | Euro 2020 - 1º turno                                                   | 1                                                                      | 81’                                                                    |
| 1-9-2021                                                               | Mosca                                                                  | Russia                                                                 | 0 – 0                                                                  | Croazia                                                                | Qual. Mondiali 2022                                                    | -                                                                      | cap. 74’                                                               |
| 4-9-2021                                                               | Bratislava                                                             | Slovacchia                                                             | 0 – 1                                                                  | Croazia                                                                | Qual. Mondiali 2022                                                    | -                                                                      | 55’                                                                    |
| 7-9-2021                                                               | Spalato                                                                | Croazia                                                                | 3 – 0                                                                  | Slovenia                                                               | Qual. Mondiali 2022                                                    | -                                                                      | cap. 86’                                                               |
| 8-10-2021                                                              | Larnaca                                                                | Cipro                                                                  | 0 – 3                                                                  | Croazia                                                                | Qual. Mondiali 2022                                                    | 1                                                                      |                                                                        |
| 11-10-2021                                                             | Osijek                                                                 | Croazia                                                                | 2 – 2                                                                  | Slovacchia                                                             | Qual. Mondiali 2022                                                    | -                                                                      |                                                                        |
| 11-11-2021                                                             | Ta' Qali                                                               | Malta                                                                  | 1 – 7                                                                  | Croazia                                                                | Qual. Mondiali 2022                                                    | 1                                                                      | 54’                                                                    |
| 14-11-2021                                                             | Spalato                                                                | Croazia                                                                | 1 – 0                                                                  | Russia                                                                 | Qual. Mondiali 2022                                                    | -                                                                      |                                                                        |
| 26-3-2022                                                              | Al Rayyan                                                              | Croazia                                                                | 1 – 1                                                                  | Slovenia                                                               | Amichevole                                                             | -                                                                      | 72’ 73’                                                                |
| 29-3-2022                                                              | Al Rayyan                                                              | Croazia                                                                | 2 – 1                                                                  | Bulgaria                                                               | Amichevole                                                             | -                                                                      | 46’                                                                    |
| 22-9-2022                                                              | Zagabria                                                               | Croazia                                                                | 2 – 1                                                                  | Danimarca                                                              | UEFA Nations League 2022-2023 - 1º turno                               | -                                                                      | 36’ 71’                                                                |
| 25-9-2022                                                              | Vienna                                                                 | Austria                                                                | 1 – 3                                                                  | Croazia                                                                | UEFA Nations League 2022-2023 - 1º turno                               | -                                                                      | 48’                                                                    |
| 16-11-2022                                                             | Riyad                                                                  | Arabia Saudita                                                         | 0 – 1                                                                  | Croazia                                                                | Amichevole                                                             | -                                                                      | 65’                                                                    |
| 23-11-2022                                                             | Al Khawr                                                               | Marocco                                                                | 0 – 0                                                                  | Croazia                                                                | Mondiali 2022 - 1º turno                                               | -                                                                      | 90’                                                                    |
| 27-11-2022                                                             | Al Rayyan                                                              | Croazia                                                                | 4 – 1                                                                  | Canada                                                                 | Mondiali 2022 - 1º turno                                               | -                                                                      | 86’                                                                    |
| 1-12-2022                                                              | Al Rayyan                                                              | Croazia                                                                | 0 – 0                                                                  | Belgio                                                                 | Mondiali 2022 - 1º turno                                               | -                                                                      |                                                                        |
| 5-12-2022                                                              | Al Wakrah                                                              | Croazia                                                                | 1 – 1 dts (4 – 2 dtr)                                                  | Giappone                                                               | Mondiali 2022 - Ottavi di finale                                       | 1                                                                      | 106’                                                                   |
| 9-12-2022                                                              | Al Rayyan                                                              | Croazia                                                                | 1 – 1 dts (4 – 2 dtr)                                                  | Brasile                                                                | Mondiali 2022 - Quarti di finale                                       | -                                                                      |                                                                        |
| 13-12-2022                                                             | Lusail                                                                 | Argentina                                                              | 3 – 0                                                                  | Croazia                                                                | Mondiali 2022 - Semifinale                                             | -                                                                      |                                                                        |
| 17-12-2022                                                             | Al Rayyan                                                              | Croazia                                                                | 2 – 1                                                                  | Marocco                                                                | Mondiali 2022 - Finale 3º posto                                        | -                                                                      |                                                                        |
| 25-3-2023                                                              | Spalato                                                                | Croazia                                                                | 1 – 1                                                                  | Galles                                                                 | Qual. Euro 2024                                                        | -                                                                      |                                                                        |
| 28-3-2023                                                              | Bursa                                                                  | Turchia                                                                | 0 – 2                                                                  | Croazia                                                                | Qual. Euro 2024                                                        | -                                                                      | 90+2’                                                                  |
| 14-6-2023                                                              | Rotterdam                                                              | Paesi Bassi                                                            | 2 – 4 dts                                                              | Croazia                                                                | UEFA Nations League 2022-2023 - Semifinale                             | -                                                                      |                                                                        |
| 18-6-2023                                                              | Rotterdam                                                              | Croazia                                                                | 0 – 0 dts (4 – 5 dtr)                                                  | Spagna                                                                 | UEFA Nations League 2022-2023 - Finale                                 | -                                                                      |                                                                        |
| 8-9-2023                                                               | Fiume                                                                  | Croazia                                                                | 5 – 0                                                                  | Lettonia                                                               | Qual. Euro 2024                                                        | -                                                                      |                                                                        |
| 11-9-2023                                                              | Erevan                                                                 | Armenia                                                                | 0 – 1                                                                  | Croazia                                                                | Qual. Euro 2024                                                        | -                                                                      |                                                                        |
| 3-6-2024                                                               | Fiume                                                                  | Croazia                                                                | 3 – 0                                                                  | Macedonia del Nord                                                     | Amichevole                                                             | -                                                                      | 60’                                                                    |
| 8-6-2024                                                               | Oeiras                                                                 | Portogallo                                                             | 1 – 2                                                                  | Croazia                                                                | Amichevole                                                             | -                                                                      | 54’                                                                    |
| 15-6-2024                                                              | Berlino                                                                | Spagna                                                                 | 3 – 0                                                                  | Croazia                                                                | Euro 2024 - 1º turno                                                   | -                                                                      | 56’                                                                    |
| 19-6-2024                                                              | Amburgo                                                                | Croazia                                                                | 2 – 2                                                                  | Albania                                                                | Euro 2024 - 1º turno                                                   | -                                                                      | 84’                                                                    |
| 24-6-2024                                                              | Lipsia                                                                 | Croazia                                                                | 1 – 1                                                                  | Italia                                                                 | Euro 2024 - 1º turno                                                   | -                                                                      | 70’                                                                    |
| 5-9-2024                                                               | Lisbona                                                                | Portogallo                                                             | 2 – 1                                                                  | Croazia                                                                | UEFA Nations League 2024-2025 - 1º turno                               | -                                                                      | 77’                                                                    |
| 8-9-2024                                                               | Osijek                                                                 | Croazia                                                                | 1 – 0                                                                  | Polonia                                                                | UEFA Nations League 2024-2025 - 1º turno                               | -                                                                      | 90’                                                                    |
| 12-10-2024                                                             | Zagabria                                                               | Croazia                                                                | 2 – 1                                                                  | Scozia                                                                 | UEFA Nations League 2024-2025 - 1º turno                               | -                                                                      | 39’ 90+1’                                                              |
| 15-10-2024                                                             | Varsavia                                                               | Polonia                                                                | 3 – 3                                                                  | Croazia                                                                | UEFA Nations League 2024-2025 - 1º turno                               | -                                                                      |                                                                        |
| 15-11-2024                                                             | Glasgow                                                                | Scozia                                                                 | 1 – 0                                                                  | Croazia                                                                | UEFA Nations League 2024-2025 - 1º turno                               | -                                                                      | 65’                                                                    |
| 18-11-2024                                                             | Spalato                                                                | Croazia                                                                | 1 – 1                                                                  | Portogallo                                                             | UEFA Nations League 2024-2025 - 1º turno                               | -                                                                      | 58’                                                                    |
| 20-3-2025                                                              | Spalato                                                                | Croazia                                                                | 2 – 0                                                                  | Francia                                                                | UEFA Nations League 2024-2025 - Quarti di finale                       | 1                                                                      | 70’                                                                    |
| 23-3-2025                                                              | Saint-Denis                                                            | Francia                                                                | 2 – 0 dts (5 – 4 dtr)                                                  | Croazia                                                                | UEFA Nations League 2024-2025 - Quarti di finale                       | -                                                                      | 71’                                                                    |
| 6-6-2025                                                               | Faro                                                                   | Gibilterra                                                             | 0 – 7                                                                  | Croazia                                                                | Qual. Mondiali 2026                                                    | 1                                                                      | cap.                                                                   |
| 9-6-2025                                                               | Osijek                                                                 | Croazia                                                                | 5 – 1                                                                  | Rep. Ceca                                                              | Qual. Mondiali 2026                                                    | 1                                                                      | 87’                                                                    |
| Totale                                                                 |                                                                        | Presenze (2º posto)                                                    | 144                                                                    |                                                                        | Reti (2º posto)                                                        | 36                                                                     |                                                                        |

| Cronologia completa delle presenze e delle reti in nazionale ― Croazia under 21 | Cronologia completa delle presenze e delle reti in nazionale ― Croazia under 21 | Cronologia completa delle presenze e delle reti in nazionale ― Croazia under 21 | Cronologia completa delle presenze e delle reti in nazionale ― Croazia under 21 | Cronologia completa delle presenze e delle reti in nazionale ― Croazia under 21 | Cronologia completa delle presenze e delle reti in nazionale ― Croazia under 21 | Cronologia completa delle presenze e delle reti in nazionale ― Croazia under 21 | Cronologia completa delle presenze e delle reti in nazionale ― Croazia under 21 |
| Data                                                                            | Città                                                                           | In casa                                                                         | Risultato                                                                       | Ospiti                                                                          | Competizione                                                                    | Reti                                                                            | Note                                                                            |
| ------------------------------------------------------------------------------- | ------------------------------------------------------------------------------- | ------------------------------------------------------------------------------- | ------------------------------------------------------------------------------- | ------------------------------------------------------------------------------- | ------------------------------------------------------------------------------- | ------------------------------------------------------------------------------- | ------------------------------------------------------------------------------- |
| 13-10-2009                                                                      | Varaždin                                                                        | Croazia under 21                                                                | 3 – 1                                                                           | Serbia under 21                                                                 | Qual. Europeo Under-21 2011                                                     | -                                                                               | 25’ 84’                                                                         |
| 14-11-2009                                                                      | Pafo                                                                            | Cipro under 21                                                                  | 1 – 2                                                                           | Croazia under 21                                                                | Qual. Europeo Under-21 2011                                                     | -                                                                               |                                                                                 |
| 18-11-2009                                                                      | Zlaté Moravce                                                                   | Slovacchia under 21                                                             | 1 – 2                                                                           | Croazia under 21                                                                | Qual. Europeo Under-21 2011                                                     | -                                                                               | 77’                                                                             |
| 2-3-2010                                                                        | Reims                                                                           | Francia under 21                                                                | 3 – 1                                                                           | Croazia under 21                                                                | Amichevole                                                                      | 1                                                                               |                                                                                 |
| 19-5-2010                                                                       | Varaždin                                                                        | Croazia under 21                                                                | 1 – 1                                                                           | Slovacchia under 21                                                             | Qual. Europeo Under-21 2011                                                     | -                                                                               |                                                                                 |
| 11-8-2010                                                                       | Varaždin                                                                        | Croazia under 21                                                                | 4 – 1                                                                           | Norvegia under 21                                                               | Qual. Europeo Under-21 2011                                                     | -                                                                               | 90+4’                                                                           |
| 4-9-2010                                                                        | Kragujevac                                                                      | Serbia under 21                                                                 | 2 – 2                                                                           | Croazia under 21                                                                | Qual. Europeo Under-21 2011                                                     | 2                                                                               | 75’                                                                             |
| 12-10-2010                                                                      | Varaždin                                                                        | Croazia under 21                                                                | 0 – 3                                                                           | Spagna under 21                                                                 | Qual. Europeo Under-21 2011                                                     | -                                                                               |                                                                                 |
| Totale                                                                          |                                                                                 | Presenze                                                                        | 8                                                                               |                                                                                 | Reti                                                                            | 3                                                                               |                                                                                 |

| Cronologia completa delle presenze e delle reti in nazionale ― Croazia under 19 | Cronologia completa delle presenze e delle reti in nazionale ― Croazia under 19 | Cronologia completa delle presenze e delle reti in nazionale ― Croazia under 19 | Cronologia completa delle presenze e delle reti in nazionale ― Croazia under 19 | Cronologia completa delle presenze e delle reti in nazionale ― Croazia under 19 | Cronologia completa delle presenze e delle reti in nazionale ― Croazia under 19 | Cronologia completa delle presenze e delle reti in nazionale ― Croazia under 19 | Cronologia completa delle presenze e delle reti in nazionale ― Croazia under 19 |
| Data                                                                            | Città                                                                           | In casa                                                                         | Risultato                                                                       | Ospiti                                                                          | Competizione                                                                    | Reti                                                                            | Note                                                                            |
| ------------------------------------------------------------------------------- | ------------------------------------------------------------------------------- | ------------------------------------------------------------------------------- | ------------------------------------------------------------------------------- | ------------------------------------------------------------------------------- | ------------------------------------------------------------------------------- | ------------------------------------------------------------------------------- | ------------------------------------------------------------------------------- |
| 13-2-2007                                                                       | Parenzo                                                                         | Croazia under 19                                                                | 0 – 0                                                                           | Ungheria under 19                                                               | Amichevole                                                                      | -                                                                               | 73’                                                                             |
| 15-2-2007                                                                       | Umago                                                                           | Croazia under 19                                                                | 2 – 1                                                                           | Ungheria under 19                                                               | Amichevole                                                                      | -                                                                               | 51’                                                                             |
| Totale                                                                          |                                                                                 | Presenze                                                                        | 2                                                                               |                                                                                 | Reti                                                                            | 0                                                                               |                                                                                 |

## Palmarès

### Club

#### Competizioni nazionali
- Campionato tedesco: 2

Borussia Dortmund: 2011-2012
Bayern Monaco: 2019-2020
- Coppa di Germania: 3

Borussia Dortmund: 2011-2012
Wolfsburg: 2014-2015
Bayern Monaco: 2019-2020
- Supercoppa di Germania: 1

Wolfsburg: 2015
- Campionato italiano: 1

Inter: 2020-2021
- Supercoppa italiana: 1

Inter: 2021
- Coppa Italia: 1

Inter: 2021-2022
- Campionato olandese: 1

PSV: 2024-2025
- Supercoppa dei Paesi Bassi: 1

PSV: 2025

#### Competizioni internazionali
- UEFA Champions League: 1

Bayern Monaco: 2019-2020

### Individuale
- Capocannoniere della Pro League: 1

2010-2011 (22 gol)
- Miglior giocatore della Pro League: 1

2011
- Miglior giocatore della finale di Coppa Italia: 1

2021-2022